# Competencia desleal (película)
Competencia desleal (Concorrenza sleale) es una película ítalo-francesa dirigida por Ettore Scola, estrenada el 23 de enero de  2001.  Se rodó en Cinecittà y algunos de sus sets fueron utilizados por Martin Scorsese en Gangs of New York, como Ettore Scola dijo en el libro de Néstor Birri.

## Sinopsis
La película está ambientada en Roma en 1938 y cuenta la historia de dos comerciantes de ropa: Umberto Melchiori (Diego Abatantuono) y Leone DellaRocca (Sergio Castellitto), que tienen tiendas en la misma calle. Umberto es católico y vende ropa a medida, Leona es judío y vende productos manufacturados a precios más bajos. Los dos son rivales desde hace mucho tiempo, hasta principios del antisemitismo en Italia, cuando cambia todo, empezando por su competencia.
La historia se desenvuelve durante el régimen fascista de los años 30, abarcando el período de privación de los derechos que sufrieron los Judíos en Italia.

## Reparto
- Diego Abatantuono: Umberto Melchiori.
- Sergio Castellitto: Leone DellaRocca.
- Gérard Depardieu: Professor Angelo.
- Antonella Attili: Giuditta DellaRocca.
- Claudio Bigagli: Commissario Collegiani.
- Elio Germano: Paolo Melchiori.
- Jean-Claude Brialy: Nonno Mattia DellaRocca.
- Claude Rich: Conte Treuberg.

## Premios
- Festival Internacional de Cine de Moscú, Mejor Director.
- 6 nominaciones Nastro d'argento.
- Premio David de Donatello al Mejor diseño de producción.